# Cour constitutionnelle (Belgique)
Pour les autres articles nationaux ou selon les autres juridictions, voir Cour constitutionnelle.
La Cour constitutionnelle de Belgique (en néerlandais : Grondwettelijk Hof  ; en allemand : Verfassungsgerichtshof), qui s'appelait Cour d'arbitrage jusqu'au 7 mai 2007, est une juridiction unique spécialisée, indépendante des pouvoirs législatif, exécutif et judiciaire et compétente pour apprécier si les normes ayant force de loi sont conformes à la Constitution belge (articles 8 à 32 (Titre II Des Belges et de leurs droits), 170, 172 et 191) ainsi qu’aux règles de répartition des compétences entre l’État fédéral, les Communautés et les Régions.
Créée en 1980, la Cour comprend douze juges, assistés par des référendaires et deux greffiers. Le personnel administratif compte une cinquantaine de membres.

## Création de la Cour d'arbitrage
La Cour d'arbitrage doit son existence à la transformation de l’État unitaire belge en un État fédéral lors de la révision constitutionnelle de 1980. Son nom lors de sa création (Cour d'arbitrage) indique la nature de sa mission alors: contrôler le respect de la répartition constitutionnelle des compétences entre l’État fédéral, les communautés et les régions.
Les lois fédérales et les décrets régionaux ou communautaires ayant une même force juridique en raison de l'équipollence des normes, ces normes peuvent éventuellement entrer en conflit si, malgré le principe de la compétence exclusive, elles portent sur un même objet.
Inscrite dans la Constitution dans son article 142, la Cour fut mise en place par la loi du 28 juin 1983, qui a concrétisé la composition, la compétence et le fonctionnement de la nouvelle juridiction qui fut installée le 1er octobre 1984. Elle a rendu son premier arrêt le 5 avril 1985.

## Évolution vers une cour constitutionnelle
Lors de la révision de la Constitution du 15 juillet 1988, la compétence de la Cour a été étendue au contrôle du respect des articles 10, 11 et 24 de la Constitution, qui garantissent le principe d’égalité, la non-discrimination et les droits et libertés en matière d’enseignement. Par ailleurs, la Constitution laisse désormais au législateur spécial  (lois prises à majorité spéciale) le soin d’étendre la compétence de la Cour, ce que le législateur fit par la loi spéciale du 9 mars 2003 : dorénavant, la compétence de la Cour porte sur la totalité du titre II de la Constitution (articles 8 à 32) ainsi que sur les articles 170, 172 et 191.
Le lundi 7 mai 2007 elle a été rebaptisée Cour Constitutionnelle.

## Compétences de la Cour constitutionnelle

### Généralités
Les limites de la compétence de la Cour constitutionnelle sont les suivantes :
Du point de vue des normes qui peuvent lui être soumises, la Cour est uniquement habilitée à contrôler les normes ayant force de loi. Par normes ayant force de loi on entend les dispositions aussi bien matérielles que formelles adoptées par le Parlement fédéral (lois) et par les Parlements des Communautés et des Régions (décrets et ordonnances).
Du point de vue de l'étendue du pouvoir de la Cour sur ces normes, la Cour ne peut les contrôler qu'au regard des règles constitutionnelles suivantes : 
- les règles qui déterminent les compétences respectives de l’État, des communautés et des régions (c'est historiquement la première fonction de la Cour, celle d'arbitre des normes légales), et
- les droits et libertés fondamentaux garantis par le titre II de la Constitution (articles 8 à 32) ainsi que par les articles 170 (principe de légalité en matière fiscale), 172 (égalité en matière fiscale) et 191 (protection des étrangers).

Toutefois, il est possible de combiner les dispositions constitutionnelles ci-dessus avec les droits énoncés par la Convention européenne des droits de l'homme (CEDH).

## Saisine de la Cour

### Recours en annulation
Les recours en annulation doivent en principe être introduits dans les six mois de la publication au Moniteur belge de la norme attaquée. Le recours n’a pas d’effet suspensif, mais la Cour peut, dans des circonstances exceptionnelles, ordonner la suspension de la norme attaquée si des moyens sérieux sont avancés et si l'application immédiate de la norme (loi, décret ou ordonnance) risque de causer un préjudice grave difficilement réparable, c'est-à-dire qu’une annulation rétroactive ultérieure ne pourrait réparer. Celui qui demande la suspension doit démontrer ces deux éléments (1° ses moyens sont sérieux, 2° l'application immédiate de la norme risque de créer un préjudice grave difficilement réparable).
Dans certaines circonstances, un nouveau délai de six mois peut être ouvert (par exemple, norme jugée anticonstitutionnelle lors d'une question préjudicielle, voir ci-dessous).
Un « recours en annulation » peut être introduit par :
- le Conseil des ministres fédéral et les gouvernements des communautés et des régions;
- le président d'une des assemblées législatives (fédérale, régionale ou communautaire), à la demande de deux tiers des membres;
- les personnes physiques ou morales tant de droit privé que de droit public, de nationalité belge ou étrangère, justifiant d’un intérêt personnel et direct. Ces personnes doivent démontrer qu'elles sont "directement et défavorablement" affectées par la norme dont l'annulation est demandée (pour les gouvernements et les présidents des assemblées, cet intérêt est présumé). Le fait de demander l'annulation sans intérêt (par exemple, parce qu'on n'aime pas la loi) est appelé « recours populaire » ; un tel recours est toujours rejeté.

### Question préjudicielle
Les questions préjudicielles concernent les juridictions judiciaires ou administratives confrontées à une question de conformité à la Constitution de lois, de décrets ou d’ordonnances.
Les juridictions ordinaires n'ayant le pouvoir ni d'annuler une norme de type « loi », ni de ne pas l'appliquer, la juridiction concernée doit, avant de statuer, poser une question préjudicielle à la Cour constitutionnelle, la procédure devant la juridiction étant suspendue dans l’attente de la réponse de la Cour.
Si à la suite d'une telle question la Cour Constitutionnelle déclare la norme contraire à la Constitution, le juge qui a posé la question préjudicielle, et tous les juges ayant à traiter la même affaire sur appel, pourvoi, etc., ne peuvent plus en faire application dans le traitement ultérieur de la cause. Par ailleurs, quoique la norme jugée anticonstitutionnelle ne soit pas annulée, un délai de six mois est ouvert pour permettre l'introduction d'un recours en annulation.

### Effets des arrêts
Dans le cadre d’un recours en annulation, si le recours est fondé, la norme attaquée est annulée (totalement ou partiellement). L'arrêt d'annulation a l’autorité absolue de la chose jugée à partir de sa publication au Moniteur belge. L'annulation a un effet rétroactif, mais 
- la Cour peut atténuer l’effet rétroactif de l’annulation en maintenant certains effets de la norme annulée et
- les actes et règlements ainsi que les décisions judiciaires qui étaient fondés sur les dispositions annulées continuent d’exister (quoique leur annulation ou rétractation soit possible pour autant que la demande en soit formée dans les six mois à partir de la publication de l'arrêt de la Cour)

Dans le cadre d’un arrêt rendu sur question préjudicielle, la juridiction qui a posé la question préjudicielle ainsi que toute autre juridiction appelée à statuer dans la même affaire est tenue de se conformer à la réponse donnée par la Cour. La norme continue d'exister dans l’ordre juridique, mais un nouveau délai de six mois prend cours pour l’introduction d’un recours en annulation de celle-ci.
Les arrêts de la Cour Constitutionnelle sont exécutoires de plein droit et ne sont susceptibles d’aucun recours.
Ils peuvent imposer une interprétation de la norme, en précisant qu'avec telle interprétation, la norme est inconstitutionnelle alors qu'avec telle autre interprétation, elle est conforme. C'est le principe du double dispositif.

## Organisation
La Cour est composée de douze juges, nommés à vie par le roi sur base d'une liste présentée alternativement par la Chambre des représentants et le Sénat (à la majorité des deux tiers).
La composition de la Cour constitutionnelle belge est fondée sur la « double parité ». Les juges se répartissent par moitié entre les groupes linguistique français et néerlandais, l’un d’eux devant avoir une connaissance suffisante de l’allemand. Dans chaque groupe linguistique, la moitié des juges proviennent du monde parlementaire (expérience de cinq ans au moins comme membres d’une assemblée) et la moitié du monde du droit (professeur de droit dans une université belge, magistrat à la Cour de cassation ou au Conseil d’État, référendaire à la Cour constitutionnelle).
L’âge minimum pour être nommé juge est de quarante ans, ils peuvent exercer leurs fonctions jusqu'à ce qu'ils atteignent septante ans. Des incompatibilités strictes avec d’autres fonctions, charges et occupations professionnelles sont prévues. Il doit y avoir aussi bien dans les membres issus du monde parlementaire que du monde du droit  au moins un tiers d'hommes et un tiers de femmes.
Chaque groupe linguistique élit son président, et ceux-ci assumeront à tour de rôle, pour une période d’un an, la présidence de la Cour.
La Cour est assistée de référendaires (au maximum 24, autant de francophones que de néerlandophones) qui sont de grands juristes - souvent professeur d'université - recrutés sur concours et de deux greffiers, un de chaque rôle linguistique.

### Présidents du groupe linguistique français
| Début              | Fin               | Nom              |
| ------------------ | ----------------- | ---------------- |
| 3 octobre 1984     | 30 septembre 1989 | Étienne Gutt     |
| 28 novembre 1989   | 31 décembre 1990  | Jean Sarot       |
| 14 janvier 1991    | 19 juin 1992      | Irène Pétry      |
| 31 juillet 1992    | 18 novembre 1992  | Jacques Wathelet |
| 22 décembre 1992   | 7 mars 1993       | Dieudonné André  |
| 1er avril 1993     | 17 août 2009      | Michel Melchior  |
| 18 août 2009       | 29 mars 2010      | Paul Martens     |
| 5 décembre 2010    | 18 juin 2013      | Roger Henneuse   |
| 19 juin 2013       | 31 août 2018      | Jean Spreutels   |
| 1er septembre 2018 | 14 septembre 2021 | François Daout   |
| 15 septembre 2021  | en cours          | Pierre Nihoul    |

### Présidents du groupe linguistique néerlandais
| Début             | Fin               | Nom              |
| ----------------- | ----------------- | ---------------- |
| 3 octobre 1984    | 27 janvier 1993   | Jan Delva (nl)   |
| 2 février 1993    | 6 août 1993       | Fernand Debaedts |
| 14 septembre 1993 | 16 octobre 1999   | Louis De Grève   |
| 17 octobre 1999   | 13 mars 2001      | Georges De Baets |
| 14 mars 2001      | 4 septembre 2001  | Henri Boel       |
| 5 septembre 2001  | 9 octobre 2007    | Alex Arts (nl)   |
| 9 octobre 2007    | 8 janvier 2014    | Marc Bossuyt     |
| 9 janvier 2014    | 31 janvier 2016   | André Alen       |
| 1er février 2016  | 16 février 2018   | Etienne De Groot |
| 17 février 2018   | 24 septembre 2020 | André Alen       |
| 25 septembre 2020 | en cours          | Luc Lavrysen     |

## Liste des juges en fonction
|  | Nom                                             | Nommé par | Date de nomination                             | Diplômé de | Job avant nomination |
|  | ----------------------------------------------- | --------- | ---------------------------------------------- | ---------- | --- |
|  | Pierre Nihoul né le 31 décembre 1961            | Albert II | 18 avril 2010 (15 ans, 3 mois et 23 jours)     |            | Assistant en droit public (1984-1988 et 1991-1995); suppléant (1995-1997); maître de conférences (1997-2010), chargé de cours (depuis 2011) à l’UCL; membre du Groupe européen de droit public depuis 1991 |
|  | Luc Lavrysen né le 16 avril 1956                | Albert II | 19 janvier 2001 (24 ans, 6 mois et 22 jours)   |            | Collaborateur scientifique (à temps plein 1983-1985; à temps partiel 1985-1989), assistant (1989-1991), conseiller académique (1991-1992), professeur invité (1992-1998), chargé de cours (à partir de 1998) et puis professeur en matière de droit de l’environnement à l’Université de Gand; directeur du Centre du droit de l’environnement et de l’énergie (depuis le 1er janvier 2000); membre du Conseil fédéral du Développement durable et président du groupe de travail Normes de produit de ce Conseil (1997-2021); ancien rédacteur en chef de la revue Tijdschrift voor Milieurecht et président du EU Forum of Judges for the Environment               |
|  | Thierry Giet né le 21 juillet 1958              | Albert II | 21 juin 2013 (12 ans, 1 mois et 20 jours)      |            | Conseiller communal (1983-2013) et premier échevin (2012-2013) à Sprimont, député fédéral (1995-2013), secrétaire (2003) et premier vice-président (2003-2004) de la Chambre des représentants; chef du groupe PS à la Chambre des représentants (2004-2013), président a.i. du PS (2011-2013) |
|  | Joséphine Moerman né le 19 octobre 1958         | Philippe  | 18 mars 2018 (7 ans, 4 mois et 23 jours)       |            | Conseillère communale (1989-1994) et échevine (1995-1999) à Gand; députée fédérale, membre des commissions pour les Affaires européennes, des Finances et de la Justice (1999-2003); ministre fédérale de l’Économie, de l’Énergie, de la Politique scientifique et du Commerce extérieur (2003-2004); vice-ministre-présidente flamande et ministre de l’Économie, de l’Entreprise, des Sciences, de l’Innovation et du Commerce extérieur (2004-2007); députée flamande, membre des commissions des Affaires étrangères, des Affaires économiques et de l’Enseignement, présidente de la commission spéciale sur la réforme de l’enseignement supérieur (2008-2014) |
|  | Michel Pâques né le 2 juin 1959                 | Philippe  | 9 septembre 2018 (6 ans, 11 mois et 1 jour)    |            | Assistant, professeur, professeur ordinaire à l’Université de Liège (1982-2008); doyen de la Faculté de Droit (2004-2008); professeur extraordinaire à l’Université de Liège depuis 2008 (Droit et contentieux administratif), Conseiller d’État (2008-2018) |
|  | Yasmine Kherbache née le 3 avril 1972           | Philippe  | 10 décembre 2019 (5 ans et 8 mois)             |            | Conseillère communale à Anvers (2012-2019); Députée au Parlement flamand (2014-2019) et au Parlement fédéral (2019) |
|  | Emmanuelle Bribosia né le 1er octobre 1971      | Philippe  | 29 octobre 2021 (3 ans, 9 mois et 12 jours)    |            | Assistante temps plein(1994-2002), Première assistante temps plein (2002-2005), Chargée de cours temps plein (2005-2010), professeure temps plein (2010-2021) et professeure ordinaire à l’Université Libre de Bruxelles (2021-) |
|  | Danny Pieters né le 13 octobre 1956             | Philippe  | 13 janvier 2021 (4 ans, 6 mois et 28 jours)    |            | Député fédéral (1999-2003); sénateur (2010), président (2010-2011) et premier vice-président (2011-2013) du Sénat; président de la Commission fédérale de déontologie (2016-2021); président du Conseil d’administration de la Vlaams Uitbetalingsagentschap Toelagen aan Gezinnen (2019-2021) |
|  | Kattrin Jadin né le 1er juillet 1980            | Philippe  | 13 septembre 2022 (2 ans, 10 mois et 28 jours) |            | Conseillère communale à Eupen (2006-2022), députée fédérale (2007-2022), membre du Parlement de la Communauté germanophone (avec voix consultative) |
|  | Baronne Sabine de Bethune né le 16 juillet 1958 | Philippe  | 22 juin 2021 (4 ans, 1 mois et 19 jours)       |            | Sénatrice (élue en 1995, réélue en 1999, 2003, 2007 et 2010); première vice-présidente du Sénat (1999-2003); présidente de groupe au Sénat (2003-2011); présidente du Sénat (2011-2014); députée flamande (2014-2019); sénatrice d’entité fédérée issue du Parlement flamand (2014-2019); sénatrice cooptée (2019-2021) et présidente de groupe au Sénat (2019-2021) |
|  | Magali Plovie né le 4 août 1976                 | Philippe  | 30 août 2023 (1 an, 11 mois et 11 jours)       |            | Conseillère communale à Forest (2012-2023), députée bruxelloise (2012-2014 et 2017-2023), conseillère politique au Service interfédéral de lutte contre la pauvreté, la précarité et l’exclusion sociale (2015-2017), présidente de l’Assemblée de la Commission communautaire française (2019-2023) |
|  | Willem Verrijdt né le 15 juillet 1981           | Philippe  | 21 mars 2022 (3 ans, 4 mois et 20 jours)       |            | Référendaire à la Cour constitutionnelle (2008-2022), assistant (2004-2008), assistant à temps partiel (2008-2011), collaborateur scientifique volontaire (2011-2017) et maître de conférences (2017-2022) à la KU Leuven, membre suppléant du conseil d'administration de l'Institut fédéral pour la protection et la promotion des droits humains (2021-2022) |

## Histoire
Au cours de ses 20 premières années d'existence, la Cour constitutionnelle a rendu environ 1 800 arrêts. Certains d'entre eux s'inscrivent dans la problématique des rapports entre l'État fédéral, les Communautés et les Régions. D'autres, aujourd'hui plus nombreux, rencontrent des questions juridiques essentielles où les aspects de la répartition des compétences entre l'État fédéral, les Communautés et les Régions sont secondaires (et même souvent inexistants) : droit privé, droit pénal, droit judiciaire, droit international, droit économique et droit social. La protection des droits de l'homme est aujourd'hui au centre de l'activité de la Cour constitutionnelle.

## Controverses

### Juges anciens parlementaires
Instaurée initialement dans l'objectif d'éviter les décisions trop juridiques et l'apparition d'un gouvernement des juges, la présence d'anciens parlementaires parmi les juges constitutionnels fait depuis les débuts de la Cour l'objet de très nombreux débats. Les constitutionnalistes sont partagés sur la question, certains réfractaires à l'utilisation d'anciens partisans dans une fonction de juge indépendante et impartiale,, d'autres considérant cette parité entre juristes et politiques comme bénéfique.
En 2020, le débat a été particulièrement relancé par le refus du Parlement de nommer Zakia Khattabi, candidate désignée par le parti Ecolo pour occuper la fonction de juge constitutionnelle, au motif de son absence de formation juridique. Cette décision, qui ne reposait sur aucun motif juridique, a suscité de vives réactions sur la politisation de la Cour,. En définitive, l'accord de coalition du gouvernement De Wever prévoit désormais de prévoir dans la loi spéciale sur la Cour constitutitonnelle l'exigence d'une formation juridique pour les juges issus du monde politique.

### Affaire Olivier Vandecasteele
Qualifiée par les présidents de la Cour comme "l'affaire la plus compliquée que la Cour constitutionnelle ait eu à traiter", l'affaire Olivier Vandecasteele concerne l'échange par la Belgique de l'ex-diplomate iranien Assadolah Assadi, condamné et emprisonné en Belgique pour avoir projetté un attentat, contre la libération d'Olivier Vandecasteele, travailleur humanitaire condamné au cours d'un procès arbitraire  par les autorités iraniennes pour faire pression sur la Belgique. Saisie d'un examen de la loi d'assentiment au traité belgo-iranien sur le transfèrement de personnes condamnées, la Cour décide par son arrêt n° 163/2022 du 8 mars 2022 de suspendre cette loi, bloquant ainsi l'exécution du traité et rompant avec sa prudence habituelle relative au contrôle de constitutionnalité en matière de relations diplomatiques. Cette décision amène la Cour à être l'objet de vives controverses, tant en ce qui concerne le contenu de sa décision,, que pour l'activisme dont, selon certains, la Cour a fait preuve. Par la suite, dans son arrêt n° 36/2023 du 3 mars 2023, la Cour conclut à la non-violation de la Constitution par le traité concerné, et corrige ainsi son inclinaison pour revenir à une attitude plus prudente.

### Volonté de contourner les arrêts de la Cour constitutionnelle
Considérant que la Cour constitutionnelle fait preuve d'activisme, en ce que des juges non-élus imposent des limites aux parlementaires et ainsi à la démocratie, le député Sander Loones, membre de la N-VA, a proposé en mars 2023 de prévoir un mécanisme de "recours au peuple" (volksberoep en néerlandais) qui permettrait au Parlement fédéral de renverser certaines décisions de la Cour par un vote des deux tiers de ses membres,. Cette proposition, qui reflète une position déjà ancienne de la N-VA et d'autres indépendantistes flamand comme Bart Maddens, s'est toutefois attirée de vives critiques, tant en raison de l'inconstitutionnalité d'un tel projet que pour la remise en cause de l'État de Droit qu'il contient,,.